# Folketingswahl 1994
- Ø: 6
- F: 13
- A: 62
- B: 8
- D: 5
- Sonst.: 5
- V: 42
- C: 27
- Z: 11

Die Folketingswahl 1994 am 21. September war die 63. Wahl zum dänischen Parlament, dem Folketing. Festgelegt wurde der Wahltermin zuvor am 29. August. Die Sozialdemokraten unter Ministerpräsident Poul Nyrup Rasmussen büßten an Stimmen ein, konnten jedoch die Koalition mit Det Radikale Venstre und Centrum-Demokraterne fortführen und bildeten nach der Wahl die Regierung Poul Nyrup Rasmussen II. Die Kristeligt Folkeparti, die in der vorherigen Legislatur ebenfalls an der Regierung beteiligt waren, scheiterten an der Zwei-Prozent-Hürde und erhielten keine Mandate.
Die liberale Venstre konnte einen massiven Stimmenzuwachs verzeichnen und wurde damit zur stärksten Oppositionspartei. Erstmals seit der Folketingswahl 1979 lagen sie wieder vor Det Konservative Folkeparti, die leicht an Stimmen verloren. Die Enhedsliste überschritt die Zwei-Prozent-Hürde bei ihrer zweiten Wahl und erhielten somit erstmals Mandate. Auch Jacob Haugaard gelang es als parteilosem Einzelkandidat, mit 23.253 Stimmen ein Wahlkreismandat zu erringen.
Im Dezember 1996 verließen die Centrum-Demokraterne aus Protest gegen den Haushaltsentwurf die Regierung. Die verbliebenen Koalitionspartner bildeten ohne Neuwahlen das Kabinett Nyrup Rasmussen III. 

## Wahlmodus
Wahlberechtigt zur Folketingswahl waren alle dänischen Staatsbürger, die das 18. Lebensjahr vollendet hatten und einen Wohnsitz in Dänemark besaßen. Jeweils zwei Mandate wurden auf den Färöern und auf Grönland vergeben, 175 Mandate wurden im übrigen Dänemark in einer Verhältniswahl vergeben. Dabei wurden zunächst 135 so genannte Wahlkreismandate (kredsmandater) auf die 17 Groß- und Amtskreise (stor- og amtskredse) aufgetrennt und dort nach dem regionalen Stimmverhältnis verteilt. Anschließend wurden landesweit nochmals weitere 40 Ausgleichsmandate (tillægsmandater) ausgegeben, um den Stimmverhältnissen möglichst nahe zu kommen. Für diese Mandatsverteilung galt eine Zwei-Prozent-Hürde, die allerdings mit einem Wahlkreismandat umgangen werden konnte.

## Wahlergebnis

### Dänemark
| Partei                                             | Liste              | Stimmen   | Prozent   | ± %       | Sitze     | ± Sitze   |
| -------------------------------------------------- | ------------------ | --------- | --------- | --------- | --------- | --------- |
| Socialdemokratiet Sozialdemokraten                 | A                  | 1.150.048 | 34,6 %    | −2,8      | 62        | ▼ 07      |
| Venstre, Danmarks Liberale Parti Liberale Partei   | V                  | 0.775.176 | 23,3 %    | +7,5      | 42        | ▲ 13      |
| Det Konservative Folkeparti Konservative           | C                  | 0.499.845 | 15,0 %    | −1,0      | 27        | ▼ 03      |
| Socialistisk Folkeparti Sozialistische Volkspartei | F                  | 0.242.398 | 07,3 %    | −1,0      | 13        | ▼ 02      |
| Fremskridtspartiet Fortschrittspartei              | Z                  | 0.214.057 | 06,4 %    | −0,0      | 11        | ▼ 01      |
| Det Radikale Venstre Sozialliberale                | B                  | 0.152.701 | 04,6 %    | +1,1      | 08        | ▲ 01      |
| Enhedslisten – de rød-grønne Einheitsliste         | Ø                  | 0.104.701 | 03,1 %    | +1,4      | 06        | ▲ 06      |
| Centrum-Demokraterne Zentrumsdemokraten            | D                  | 0.094.496 | 02,8 %    | −2,3      | 05        | ▼ 04      |
| Kristeligt Folkeparti Christliche Volkspartei      | Q                  | 0.061.507 | 01,9 %    | −0,4      | 0         | ▼ 04      |
| Parteilose                                         | Parteilose         | 0.032.668 | 01,0 %    | +0,7      | 01        | ▲ 01      |
|                                                    |                    |           |           |           |           |           |
| Wahlberechtigte                                    | Wahlberechtigte    | 3.988.787 | 3.988.787 | 3.988.787 | 3.988.787 | 3.988.787 |
| Abgegebene Stimmen                                 | Abgegebene Stimmen | 3.360.637 | 3.360.637 | 3.360.637 | 3.360.637 | 3.360.637 |
| Gültige Stimmen                                    | Gültige Stimmen    | 3.327.597 | 3.327.597 | 3.327.597 | 3.327.597 | 3.327.597 |
| Wahlbeteiligung                                    | Wahlbeteiligung    | 84,3 %    | 84,3 %    | 84,3 %    | 84,3 %    | 84,3 %    |

### Färöer
| Partei                                            | Liste              | Stimmen | Prozent | ± %    | Sitze  | ± Sitze |
| ------------------------------------------------- | ------------------ | ------- | ------- | ------ | ------ | ------- |
| Sambandsflokkurin Unionisten                      | B                  | 4.304   | 22,4 %  | −3,1   | 1      | ▲ 1     |
| Fólkaflokkurin Volkspartei                        | A                  | 4.159   | 21,7 %  | −3,9   | 1      | ▬ 0     |
| Javnaðarflokkurin Sozialdemokraten                | C                  | 3.729   | 19,5 %  | −7,6   | 0      | ▼ 1     |
| Verkamannafylkingin Arbeiterunion                 | I                  | 3.118   | 16,3 %  | neu    | 0      | –       |
| Tjóðveldisflokkurin Republikaner                  | E                  | 1.798   | 9,4 %   | −3,9   | 0      | –       |
| Sjálvstýrisflokkurin Selbstverwaltungspartei      | D                  | 469     | 2,4 %   | −4,5   | 0      | –       |
| Kristiligi Fólkaflokkurin Christliche Volkspartei | F                  | 467     | 2,4 %   | +0,8   | 0      | –       |
| Parteilose                                        | Parteilose         | 1.131   | 5,9 %   | neu    | 0      | –       |
|                                                   |                    |         |         |        |        |         |
| Wahlberechtigte                                   | Wahlberechtigte    | 30.949  | 30.949  | 30.949 | 30.949 | 30.949  |
| Abgegebene Stimmen                                | Abgegebene Stimmen | 19.278  | 19.278  | 19.278 | 19.278 | 19.278  |
| Gültige Stimmen                                   | Gültige Stimmen    | 19.175  | 19.175  | 19.175 | 19.175 | 19.175  |
| Wahlbeteiligung                                   | Wahlbeteiligung    | 62,3 %  | 62,3 %  | 62,3 % | 62,3 % | 62,3 %  |

### Grönland
| Partei                                                                            | Stimmen | Prozent | ± %    | Sitze  | ± Sitze |
| --------------------------------------------------------------------------------- | ------- | ------- | ------ | ------ | ------- |
| Akulliit Partiiat Partei der Mittelsten                                           | 01.605  | 07,4 %  | neu    | 0      | –       |
| Atassut Gemeinsinn                                                                | 07.501  | 34,8 %  | 0−1,8  | 1      | ▬ 0     |
| Siumut Ataqatigiit (Siumut & Inuit Ataqatigiit) Vorwärts & Gemeinschaft der Inuit | 12.489  | 57,8 %  | +56,1  | 1      | ▲ 1     |
|                                                                                   |         |         |        |        |         |
| Wahlberechtigte                                                                   | 38.113  | 38.113  | 38.113 | 38.113 | 38.113  |
| Abgegebene Stimmen                                                                | 22.360  | 22.360  | 22.360 | 22.360 | 22.360  |
| Gültige Stimmen                                                                   | 21.595  | 21.595  | 21.595 | 21.595 | 21.595  |
| Wahlbeteiligung                                                                   | 58,7 %  | 58,7 %  | 58,7 % | 58,7 % | 58,7 %  |